# 森田茂希
森田 茂希（もりた しげき、1983年5月22日 - ）は、日本の元ラグビー選手。

## プロフィール
- 京都府出身[1]。
- ポジションはセンター(CTB)。
- 身長 173cm、体重 86kg
- ニックネームはシゲ。
- U19日本代表に選ばれたことがある[2]。

## 略歴
2002年、啓光学園高校卒業後、立命館大学に入る。
2006年、立命館大学卒業後、NECグリーンロケッツに加入。
2007年12月2日に行われたジャパンラグビートップリーグ第5節のクボタスピアーズ戦に途中出場で公式戦初出場を果たした。
2018年、現役を引退した。